# Gunvor Guggisberg
Gunvor Guggisberg (ur. 23 sierpnia 1974 roku w Bernie) – szwajcarska piosenkarka i tancerka, reprezentantka Szwajcarii w 43. Konkursie Piosenki Eurowizji w 1998 roku.

## Kariera muzyczna
Gunvor Guggisberg urodziła się w Bernie, zaś nazwisko zawdzięcza swojemu szwedzkiemu dziadkowi. Jako dziecko trenowała stepowanie, w wieku trzynastu lat Gunvor wygrała Mistrzostwa Szwajcarii w Stepowaniu i sześciokrotnie obroniła ten tytuł. Zaczęła śpiewać w wieku dwudziestu lat, niedługo później wygrała dwa lokalne programy telewizyjne typu talent show. 
W 1997 roku zakwalifikowała się do udziału w krajowych eliminacjach eurowizyjnych z utworem „Lass ihn”. 18 grudnia wygrała finał selekcji dzięki zdobyciu największego poparcia telewidzów, dzięki czemu została wybrana na reprezentantkę Szwajcarii w 43. Konkursie Piosenki Eurowizji organizowanym w Birmingham. W tym czasie piosenkarka występowała głównie w barach oraz pracowała jako sekretarka w ministerstwie Szwajcarskich Sił Powietrznych. Po wygranej w krajowych finale zrezygnowała w pracy w ministerstwie. 9 maja wystąpiła w finale Konkursu Piosenki Eurowizji i zajęła ostatecznie ostatnie, dwudzieste miąte miejsce z zerowym dorobkiem punktowym. Pod koniec roku została bohaterką filmu dokumentalnego Gunvor – A Media History, w którym pokazane były jej przygotowania do występu w konkursie. W tym samym roku wydała swój drugi singiel – „Money Makes…”.
W 1999 roku zaczęła pracować jako instruktor stepowania. W jednym z udzielonych w tamtym czasie wywiadów przyznała, że negatywne opinie po jej udziale w Konkursie Piosenki Eurowizji spowodowały u niej depresję. W grudniu zaśpiewała i zatańczyła podczas świątecznego koncertu w Conelli Circus w Zurychu. W 2000 roku ukazała się jej debiutancka płyta studyjna zatytułowana From A to Z. Niedługo potem zaczęła występować gościnnie na koncertach w lokalnych hotelach, a w 2004 roku ogłosiła bankructwo.

## Życie prywatne
W lutym 2014 roku wyszła za mąż za konsultanta biznesowego Rolanda Meyera. 
W marcu 2013 roku spędziła noc w areszcie za kradzież markowej odzieży i biżuterii o łącznej wartości ok. 20 tys. franków szwajcarskich. We wrześniu 2014 roku otrzymała karę finansową w wysokości 180 dziennych stawek po 30 franków oraz grzywnę w wysokości 500 franków za kradzieże i oszustwa ubezpieczeniowe.

## Dyskografia

### Albumy studyjne
- From A to Z (2000)

### Single
- 1998 – „Lass ihn”
- 1998 – „Money Makes…”
- 1998 – „Land of Fantasy”
- 2002 – „Born to Be (Loved by You)”